# Christer Eriksson
Frans Christer Eriksson, född 30 augusti 1943, är en svensk författare och översättare.

## Biografi
Mellan 1979 och 1993 redigerade han monografiserien Dikt i Norden åt Rabén & Sjögren och översatte själv tio volymer i serien. Han har också översatt skandinaviska prosaister.
Mats Gellerfelt beskrev Eriksson år 2003 som "en författare som undersöker tillvarons gåtor ... han skriver en sorts prövande, något dröjande prosa med många bottnar och där tillvarons alla grundläggande villkor sätts i spel".
Hans bok "Lägg en slant under tungan" beskrevs 2012 som "en språkligt säregen och omsorgsfullt komponerad berättelse". De kringgående rörelserna i bilderna av fadern och försöken att förstå honom i en berättelse kantad av sårig kärlek och hat griper tag och ligger kvar och vibrerar i läsarens eget minne.

### Familj
Christer Eriksson är son till konstnären Elis Eriksson, och är bror till konstnären Kristina Eriksson och skådespelaren Magnus Eriksson.

### Översättningar (urval)
- 1984 – Sigbjørn Obstfelder: Korset : en kärlekshistoria (Korset) (Fripress)
- 1985 – Benny Andersen: Över axeln: blå berättelser (Over skulderen) (Rabén & Sjögren)
- 1987 – Atle Næss: Upp från den absoluta nollpunkten (Opp fra det absolutte nullpunkt) (Fripress)

## Priser och utmärkelser
- 1986 – Svenska Dagbladets litteraturpris[1]
- 1991 – Litteraturfrämjandets stora romanpris
- 1997 – Doblougska priset
- 2008 – Samfundet De Nios Särskilda pris